# 哥倫比亞維爾 (密歇根州)
哥倫比亞維爾（英語：Columbiaville）是位於美國密歇根州拉皮爾縣馬拉松鎮區及俄勒岡鎮區的一個村。

## 人口
根據2020年美國人口普查的數據，哥倫比亞維爾的面積為3.05平方千米，當中陸地面積為2.28平方千米，而水域面積為0.77平方千米。當地共有人口702人，而人口密度為每平方千米230人。